# Гасяпон
Гасяпон
 (яп. ガシャポン Гасяпон), или Gachapon (яп. ガチャポン Гатяпон), — японские игрушки из торгового автомата, помещённые в прозрачные пластмассовые шарики. Фигурки обычно сделаны из ПВХ, высоко детализированы и хорошо прокрашены (красят их вручную). Также представляют собой коллекционные фигурки, некоторые редкие экземпляры имеют высокую стоимость.

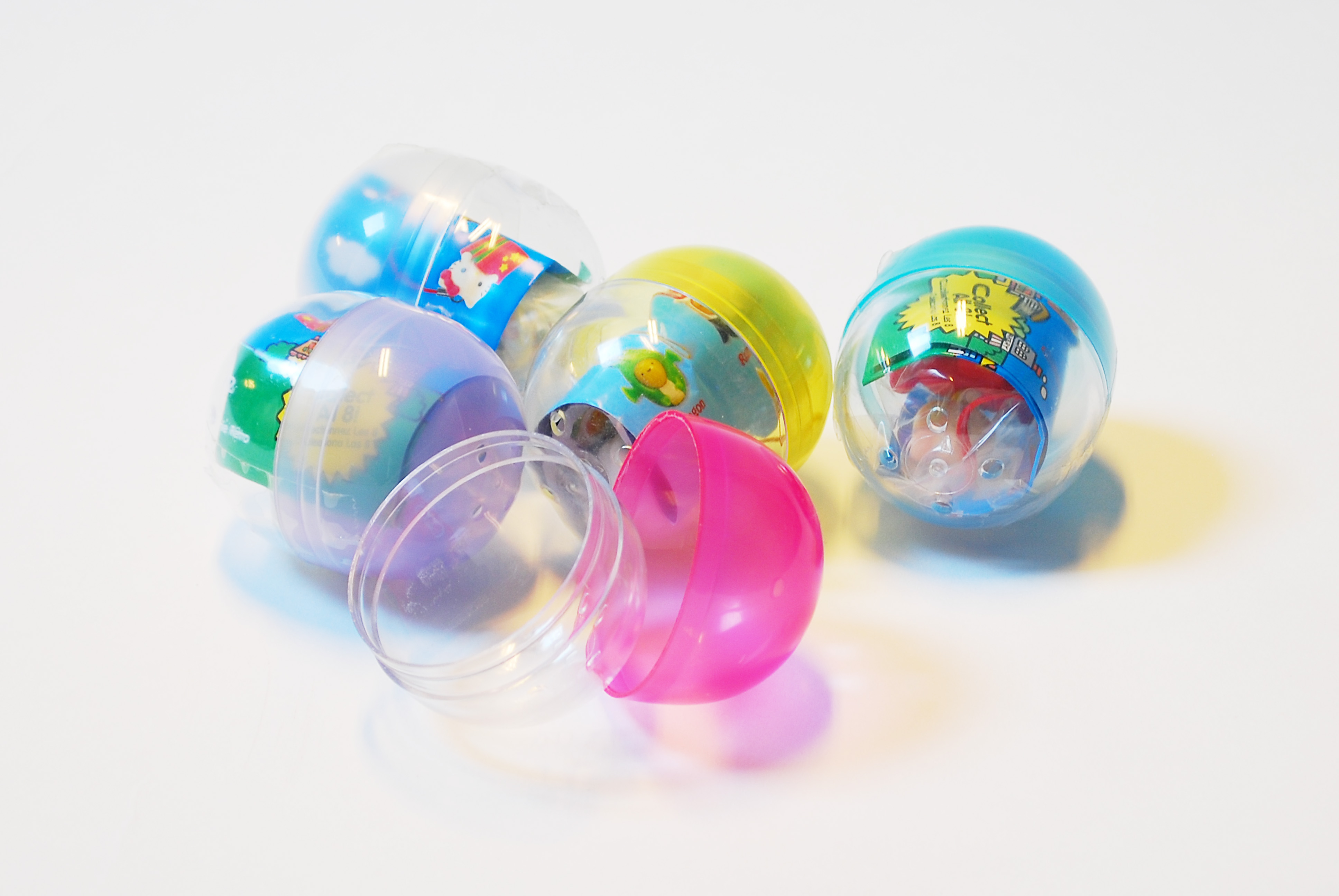
Капсулы с гасяпонами

Гасяпоны или «капсулы» (англ. capsule toy) — лицензированные герои популярных аниме, игр и манги. Поскольку гасяпоны очень популярны среди взрослого населения Японии, нередко можно встретить серии фигурок обнажённых или полуобнажённых женщин.
Также гасяпоны популярны в США, где стоят существенно дешевле.
В Китае автоматы по продаже капсул с игрушками выпускает и устанавливает шанхайская компания Delfino, подразделение компании Osaka Okura; игрушки гасяпон для них выпускает японская компания Bandai. Всего в Китае развёрнуто 10 тыс. таких автоматов. Цена одной капсулы колеблется от 1,5 до 7,5 долларов.

## Коллекционирование
Любую серию можно купить целиком. Но идея гасяпона в том, что это покупка «вслепую»: человек вставляет монетку в гасяпон-машину, поворачивает кран и получает капсулу. Результат может расстроить, потому что можно получить одну и ту же фигурку много раз прежде, чем удастся собрать всю серию. Есть множество интернет-магазинов, которые продают всю серию, но тогда человек лишается возможности получить редкую коллекционную фигурку из этой серии.